# Dussac
 Dussac  (también así en occitano) es una población y comuna francesa, situada en la región de Aquitania, departamento de Dordoña, en el distrito de Nontron y cantón de Lanouaille.

## Demografía
| 629 | 560 | 512 | 460 | 431 | 419 |
| Para los censos de 1962 a 1999 la población legal corresponde a la población sin duplicidades (Fuente: INSEE [Consultar]) |     |     |     |     |     |